# Kirsten Klemitsdotter
Kirsten Klemitsdotter, död 1714, var en samisk nåjd. Hon är en av få kvinnor i den samiska historien och som tydligt har benämnts som nåjder, trots att den traditionella historien ofta har påstått att kvinnor inte kunde bli nåjder. 
Kirsten Klemitsdotter var vida känd och fruktad för sina påstådda magiska förmågor. 
Missionären Isaac Olsen nämnde henne: 
"Sommaren 1714 avled Niels Anderssons kvinna, Kirsten Klemitsdotter; hon var en ond gammal nåjdkvinna som alla fruktade och hade utfört mycket ont med sin magi och orsakat många människors död. Och många prisade Gud för att hon hade dött och hämtats av `noide-gadzerna' vid dödens port, medan hon fortfarande var vid liv." 